# Henning Krautmacher
Henning Krautmacher (Leverkusen-Schlebusch, 5 maart 1957) is een Duitse zanger en frontman van de band Höhner.

## Jeugd en opleiding
Henning Krautmacher voltooide een opleiding tot heilpedagoog, werkte als etalageontwerper en werd daarna journalist. Tot aan het midden van de jaren 1980 trad hij met verschillende bands op (onder andere Locker vom Hocker en Uss d'r Lameng). Een van de bekendste nummers van Uss d'r Lameng was Mir sin die Fans us demm Bayer Stadion. De optredens tijdens de carnavalsperiode in het Ulrich Haberland Stadion in Leverkusen zorgden voor landelijke bekendheid van de band. In 1982 nam de band deel aan Udo Werners talentproef aan de Keulse Tanzbrunnen en won.
In 1986 vervoegde Krautmacher zich bij de Höhner, toen diens frontman Peter Horn de band verliet. In 2006 kon hij zijn 20-jarig podiumjubileum vieren bij de Höhner. Hij is ook gelegenheidspresentator en acteur. In de film Vollidiot speelde hij een Keulse taxichauffeur, in de tv-serie Pastewka speelde hij zichzelf.

## Privéleven
Sinds eind 2011 is Krautmacher opnieuw getrouwd. Hij woont in Pulheim-Stommeln en onderhoud zijn wortels in Leverkusen door publieke optredens en lezingen en ook ondersteunt hij de voedselbank van Leverkusen. In maart 2012 ontving hij de cultuurprijs van de Rhein Erft-Kreis. Hij zet zich in voor de Deutsche Knochenmarkspenderdatei en was in april 2012 het gezicht van de DKMS-campagne bij het grote evenement Mund auf gegen Leukämie in Bonn. In februari 2015 was hij deelnemer in het programma Das perfekte Promi-Dinner in het carnavalspecial van VOX
- Gemeinsame Normdatei: 135270197
- International Standard Name Identifier: 0000 0003 7206 7717
- MusicBrainz: 359044a7-e31e-4803-a79f-8d55d606566b
- Virtual International Authority File: 80072989
- WorldCat: E39PBJcccwgVtVJpCMCD4DHjYP